# Simondio Salimbeni
Simondio Salimbeni (Siena, 1597 – 1643) è stato un pittore italiano.
Imitatore di Rutilio Manetti, è noto per la sua Morte di san Giuseppe (1643).